# Kahnuwan
Kahnuwan és un llac o llacuna pantanosa al districte de Gurdaspur al Panjab (Índia) no gaire lluny al sud-est de la ciutat de Gurdaspur i prop del riu Beas, amb tota seguretat derivada d'un antic curs d'aquest riu. Té uns 14 km de llarg i més de 600 metres d'ample i la fondària és de 4 a 6 metres. El maharajà Sher Singh hi va erigir un pavelló a la part central; una paret de protecció d'uns 25 km evita les inundacions.